# نسة كوه علي تشين (تشين)
نسة کوه علي تشین (بالفارسية: نسه کوه علی‌چین) هي قرية تقع في إيران في قسم تشین الريفي. يقدر عدد سكانها بـ 46 نسمة .